# Старение (металлургия)
Старе́ние ста́ли — изменение свойств материала (стали), протекающее во времени без заметного изменения микроструктуры.
Такие процессы происходят главным образом в низкоуглеродистых сталях (менее 0,25 % С). При старении за счёт скопления атомов углерода на дислокациях или выделения избыточных фаз из феррита (карбидов, нитридов) повышаются прочность, порог хладноломкости, но снижается сопротивление хрупкому разрушению. Склонность стали к старению снижается при легировании её алюминием, титаном или ванадием.

## Термическое старение
При ускоренном охлаждении с 650—700 °C в низкоуглеродистой стали задерживается выделение третичного цементита и при нормальной температуре фиксируется пересыщенный альфа-раствор (мартенсит). При последующей выдержке стали при нормальной температуре или при повышенной 50—150 °C происходит образование атмосфер Коттрелла или распад твёрдого раствора с выделением третичного цементита (ε-карбида) в виде дисперсных частиц. Старение технического железа (стали) также может быть вызвано выделением твёрдых частиц нитрида Fe16N2 или Fe4N.

## Механическое старение
Механическое или деформационное старение — это процесс, протекающий после пластической деформации, если она происходит ниже температуры рекристаллизации. Такое старение развивается в течение 15—16 суток при комнатной температуре и в течение нескольких минут при 200—350 °C. При нагреве деформированной стали возможно образование частиц карбидов и метастабильной нитридной фазы Fe16N2 или стабильного нитрида Fe4N. Развитие деформационного старения резко ухудшает штампуемость листовой стали, поэтому многие углеродистые стали подвергают обязательно испытаниям на склонность их к деформационному старению.